# کلامیدیه
کلامیدیه (نام علمی: Chlamydiae) نام یک شاخه از حوزه باکتری است. شاخه کلامیدیاها هرچند گونه‌ای باکتری گرم منفی هستند ولی به دلیل کامل نبودن اندامکها لزوماً یک انگل داخل سلولی می‌باشند. معروفترین این شاخه گونه کلامیدیا تراکوماتیس است. کلامیدیا تراکوماتیس عامل عفونت کلامیدیایی دستگاه تناسلی و تراخم است. با شیوع پنجاه میلیون مورد آلودگی در سال، کلامیدیا تراکوماتیس شایعترین عفونت باکتریایی منتقله از راه تماس جنسی می‌باشد.
بسیاری از گونه‌های این شاخه بدون ایجاد علائم بالینی خاصی در بدن جانداران دیگر زندگی می‌کند و اغلب اندازه‌ای مشابه ویروس‌ها دارند.